# Comté de Haywood (Tennessee)
Pour les articles homonymes, voir Comté de Haywood.
Le comté de Haywood (anglais : Haywood County) est un comté situé dans l'État du Tennessee.  En 2000, la population était de 19,797 habitants.  Le référencement de 2005 est estimé à 19,656  habitants.  Le siège du comté est Brownsville6.

## Géographie
Selon le Bureau du recensement des États-Unis, le comté de Haywood couvre une superficie totale de 1,383 km² dont 1,381 de terre (1 596 mi²). La superficie totale de l'eau représente 0.18 % de la surface du Comté.

### Comtés adjacents
- Comté de Crockett (nord)
- Comté de Madison (est)
- Comté de Hardeman (sud-est)
- Comté de Fayette (sud)
- Comté de Tipton (ouest)
- Comté de Lauderdale (north-ouest)

## Villes
- Brownsville
- Nutbush
- Stanton